# Parlez-moi d'amour (chanson)
Pour les articles homonymes, voir Parlez-moi d'amour.
Clip vidéo
[vidéo] « Lucienne Boyer - Parlez-moi d'amour », sur YouTube
[vidéo] « Carlos Gardel - Parlez-moi d'amour », sur YouTube
Parlez-moi d'amour est une chanson française de music-hall, écrite et composée par Jean Lenoir, interprétée et enregistrée en disque 78 tours par Lucienne Boyer en 1930,. Un des grands succès international de son répertoire et de la chanson française. 

## Historique
Jean Lenoir écrit et compose cette chanson d'amour en 1924, qu'il destine à son amie Mistinguett, mais comme il se fâche avec elle, cette chanson va rester 5 ans au fond d’un tiroir « Parlez moi d'amour, redites-moi des choses tendres, votre beau discours, mon cœur n'est pas las de l'entendre, pourvu que toujours, vous répétiez ces mots suprêmes: je vous aime... ». Jean Lenoir donne finalement sans conviction cette chanson « orchestrée et prête à chanter » à une jeune chanteuse débutante venue le solliciter, qui l'interprète sur la scène de music-hall de L'Européen, du 17e arrondissement de Paris, où Lucienne Boyer la découvre et vient immédiatement la demander à Jean Lenoir.
C'est un succès considérable tant en France qu'à l'étranger, traduite en 37 langues, écoutée sur tous les gramophones du monde. Le premier Grand Prix du disque français de l'académie Charles-Cros (qui vient juste d'être créé en 1931 par Joseph-Arthème Fayard et Jean Fayard) vient couronner ce succès la même année, décerné à l'interprétation de Lucienne Boyer par un jury composé de Colette, Maurice Ravel et Maurice Yvain. Lucienne Boyer l'enregistre à quatre reprises, en 1930, 1948 , 1951 et 1954.
Les chansonniers Gilles et Julien enregistrent « Parlez pas d’amour » de  1932, pastiche de Parlez moi d’amour, sur la musique de Jean Lenoir avec des paroles de Jean Villard. Comme une réponse à cette chanson, Lucienne Boyer demande à Jean Delettre, son compagnon de l'époque, de lui écrire en 1933 la chanson Parle-moi d'autre chose, qu'elle crée et enregistre en 78 tours.
Elle interprète douze ans plus tard, en 1942, un de ses autres grands succès Que reste-t-il de nos amours ?, de Charles Trenet.

## Au cinéma
Parlez moi d'amour est reprise pour la musique d'une quarantaine de films ou séries, dont :
- 1932 : What Price Hollywood?, de George Cukor
- 1935 : Justin de Marseille, de Maurice Tourneur.
- 1937 : She Married an Artist, de Marion Gering.
- 1943 : Casablanca, de Michael Curtiz, avec Humphrey Bogart et Ingrid Bergman.
- 1944 : English Without Tears (en), de Harold French.
- 1946 : In Old Sacramento (en), de Joseph Kane.
- 1955 : 08/15, de Paul May.
- 1961 : Parlez-moi d'amour, de Giorgio Simonelli, avec Dalida.
- 1978 : Violette Nozière, de Claude Chabrol.
- 1981 : Le Bateau, de Wolfgang Petersen.
- 1994 : Vibroboy, court métrage de Jan Kounen (reprise par Béatrice Roy dans le générique de fin).
- 1998 : Légionnaire, de Peter MacDonald.
- 1998 : Les Imposteurs; de Stanley Tucci.
- 2001 : 15 août, de Patrick Alessandrin.
- 2001 : Le Fils prodigue, épisode 13 de la saison 3 de la série Les Soprano.
- 2004 : Nous étions libres, de John Duigan.
- 2011 : Minuit à Paris, de Woody Allen.
- 2014 : Suite française, de Saul Dibb.
- 2022 : Adieu monsieur Haffmann, de Fred Cavayé.

## Reprises et adaptations
La chanson est entre autres reprise et adaptée par (versions chantées et instrumentales) : 
- Avalon Jazz Band
- The April Jazz (1931)
- Isabelle Aubret
- Joséphine Baker
- Jacqueline Boyer (1998)
- Patrick Bruel (album Entre deux, 2002)
- Charlélie Couture (2001)
- Petula Clark
- Renée Claude
- Dalida
- Paulette Darty
- Suzy Delair
- Sacha Distel
- André Gabriello (transformée en Parlez moins d'amour )
- Carlos Gardel (1933)
- Gilles et Julien (1932), (transformée en Parlez pas d'amour - paroles de Jean Villard)
- Yvette Giraud
- Alain Goraguer
- Anny Gould (1954)
- Juliette Gréco (1964)
- Daniel Guichard
- Hana Hegerová (1987)
- Marie Laforêt
- Michel Legrand
- Jean Lumière
- Lina Margy (1954)
- Mireille Mathieu
- Paul Mauriat
- Nana Mouskouri
- Jean-Claude Pascal
- Patachou
- Franck Pourcel
- Serge Reggiani
- Colette Renard
- Linda Ronstadt (2006)
- Tino Rossi (1970)
- Demis Roussos
- Beverly Sills
- Barbra Streisand (Speak to Me of Love)
- Josh Turner
- Caterina Valente (1960)
- Zsuzsanna Varkonyi (Valahol, 2002)
- Ray Ventura et ses collégiens (1932)
- Lucienne Vernay
- Anne Sofie von Otter (2013)
- Wallace Collection (1970)